# Berichte von Gemeinden über die Kriegsereignisse 1945 und das Ausmaß der Zerstörungen im Zweiten Weltkrieg
Die „Berichte von Gemeinden über die Kriegsereignisse 1945 und das Ausmaß der Zerstörungen im Zweiten Weltkrieg“ sind die Ergebnisse dreier Fragebogenaktionen, bei denen Städte und Gemeinden in Baden-Württemberg über das Ausmaß der Zerstörungen im Zweiten Weltkrieg bei der Besetzung durch die Alliierten im April 1945 befragt wurden. Die Befragungen wurden 1948 vom Württembergischen Statistischen Landesamt, 1955 vom Landkreis Balingen und 1960 vom Statistischen Landesamt Baden-Württemberg durchgeführt. Die Bestände befinden sich im Landesarchiv Baden-Württemberg und tragen die Archivsignatur J 170.
Die Dokumente umfassen 153 Büschel mit insgesamt über 5000 Schreibmaschinenseiten (Erstschriften) aus etwa 450 Gemeinden. Über die Berichte ist unter anderem das Verbrechen gegen die Männer von Brettheim dokumentiert.

## Geschichte

### 1. Befragung 1948
Der deutsche Archäologe Oscar Paret regte im Dezember 1945 mit einem 15 Punkte umfassenden Fragebogen beim Kreiskulturrat Ludwigsburg eine Aufzeichnung der Ereignisse des Zweiten Weltkriegs an. Das Württembergische Statistische Landesamt veranlasste mit ein Rundschreiben vom 14. Juli 1948 mit der Nummer III 11-530/48 (in Bü 88) im Regierungsbezirk Nordwürttemberg eine Befragung, der die 15 Punkte Parets als Grundlage dienten. Die Antworten gingen bis 1950, meist in doppelter Ausfertigung, beim Statistischen Landesamt ein und bilden später die umfangreichsten Ergebnisse der insgesamt drei Befragungen. Die Erstschriften wurden im September 1977 von der Abteilung Landesbeschreibung der Landesarchivdirektion Baden-Württemberg an das Hauptstaatsarchiv Stuttgart übergeben, wo sich bereits die Zweitschriften befanden. 1978 wurde ein Findbuch zu dem Bestand erstellt.

### 2. Befragung 1955
Bei der zweiten Befragung wurden 1955 die Gemeinden des Landkreises Balingen vom Landratsamt Balingen befragt (Bü 21). Die Antworten wurden in den Jahren 1960 und 1961 von der Abteilung Landesbeschreibung beim Statistischen Landesamt Baden-Württemberg ausgewertet und anschließend an das Hauptstaatsarchiv Stuttgart übergeben.

### 3. Befragung 1960/1961

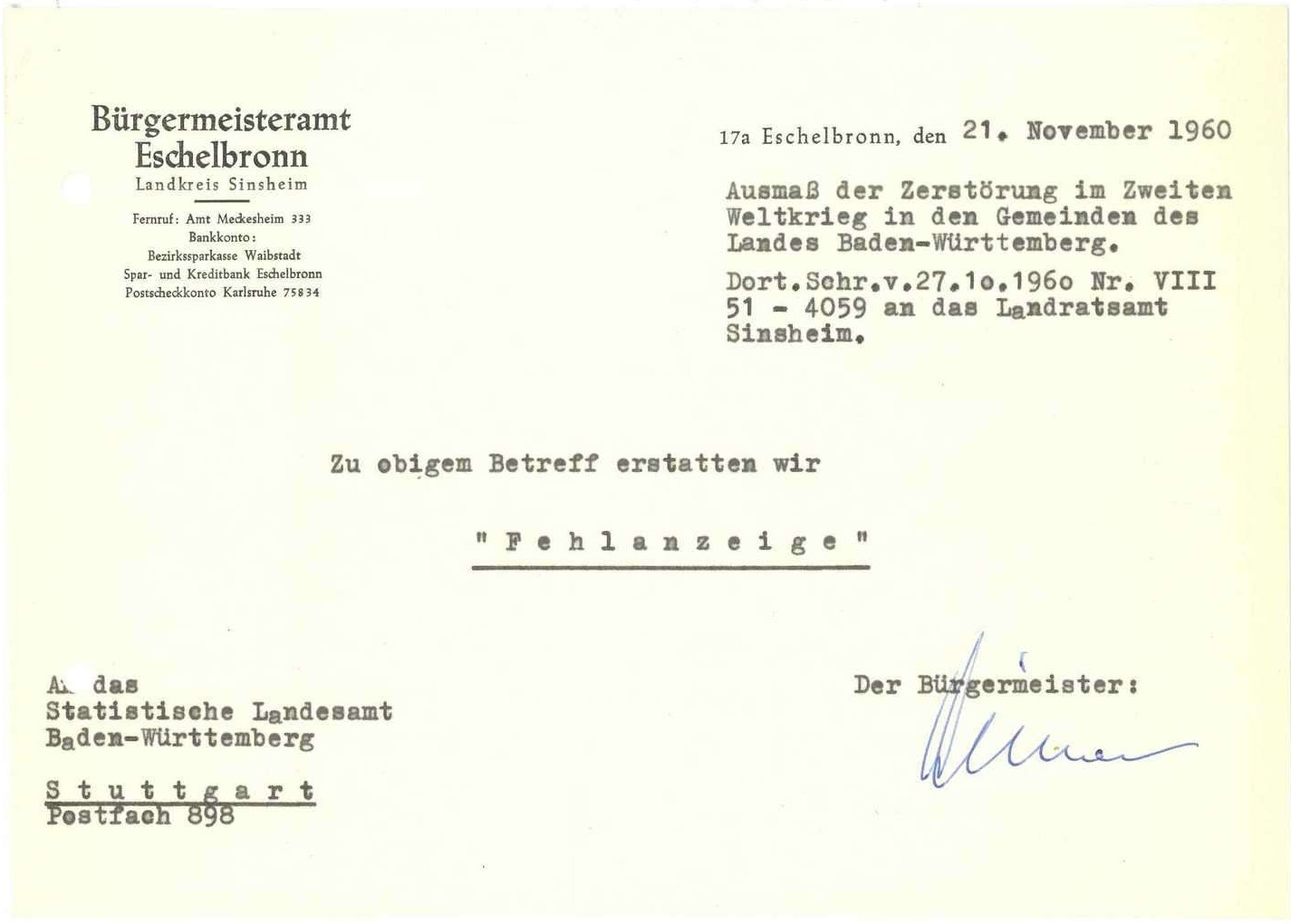
Fehlanzeige aus der Gemeinde Eschelbronn

Da die Kriegszerstörungen in den Landkreisen der Regierungsbezirke Südwürttemberg, Nordbaden und Südbaden von den bisherigen Befragungen nicht erfasst worden waren, veranlasste das Statistische Landesamt Baden-Württemberg am 18. Oktober 1960 mit Einstimmung der Archivdirektion Stuttgart mit dem Rundschreiben Nr. VIII 51-4059 an die Landratsämter eine dritte Befragung (Bü 61). Diese richtete sich allerdings an alle Städte und Gemeinden Baden-Württembergs, um zugleich einen Gesamtüberblick zu erhalten. Die Städte und Gemeinden waren dabei angehalten, Abschriften sämtlicher Aufzeichnungen über Zerstörungen zu übergeben, vor allem derjenigen, die sich in den letzten Kriegstagen und zu Beginn der Besatzungszeit ereignet hatten. Gemeinden und Landkreise, in denen es zu keinen oder nur zu geringfügigen Zerstörungen gekommen war oder in denen keine Dokumentationen über Zerstörungen vorhanden waren, hatten die Möglichkeit Fehlanzeige zu erstatten. Diese Option wurde von mehreren Gemeinden und Landkreisen genutzt, was zu einem deutlich geringeren Ergebnis führte als in der Umfrage von 1948. Die Abteilung Landesbeschreibung übergab die eingegangenen Berichte im September 1977 an das Hauptstaatsarchiv Stuttgart. Bücher und Schriften, die mit den Berichten eingesendet worden waren, gingen zur Archivierung an die Bücherei der Abteilung Landesbeschreibung bei der Landesarchivdirektion.

### Digitalisierung und Veröffentlichung 2015
Alle Berichte wurden bis zum Jahr 2015 als „Beitrag des Landesarchivs zum 70. Jahrestags des Kriegsendes und der Befreiung Deutschlands vom Nationalsozialismus“ vollständig digitalisiert. Die Digitalisate wurden unter einer Creative-Commons-Lizenz (CC-by 3.0) veröffentlicht und die entsprechenden Berichte online mit dem bereits zuvor veröffentlichten Findbuch verknüpft.

## Bewertung
Die Berichte gelten als bedeutende geschichtswissenschaftliche Quelle zum Zweiten Weltkrieg. Der Autor Friedrich Blumenstock wertete sie für sein Buch Der Einmarsch der Amerikaner und Franzosen im nördlichen Württemberg im April 1945 (Darstellungen aus der württ. Geschichte, Band 41, Stuttgart 1957) aus. Dazu merkte er an:
„Die Berichte sind von verschiedenem Wert und Umfang, je nach der Bedeutung der Vorkommnisse im Ort oder in der Nähe und dem Eifer und Geschick, mit dem die mit der Beantwortung der gestellten Fragen Beauftragten die Aufgabe angefaßt haben. Im ganzen ist ein gewaltiges Material von einigen tausend Seiten in den Berichten von rund 450 Gemeinden zusammengekommen, da außer der kurzen schematischen Beantwortung der Fragen viele besonderen Vorkommnisse und persönliche Erlebnisse berichtet wurden. Manche gehen über das hinaus, was nur vom örtlichen Standpunkt zu beobachten war und geben wertvolle Hinweise auf den Zusammenhang der militärischen Bewegungen“.